# Palesteena
Palesteena (auch Lena from Palesteena) ist ein Popsong, den J. Russel Robinson (Musik) und Con Conrad (Text) verfassten und 1920 veröffentlichten.

## Hintergrund
Der 1920 bei Shapiro, Bernstein & Company in New York verlegte Song wurde am 4. Dezember 1920 von der Original Dixieland Jass Band aufgenommen (Victor 18 717-B), als deren Pianist J. Russel Robinson fungierte. Die Melodie des Songs hatte einen starken Klezmer-Einfluss, wobei der Chorus auf einer Phrase aus Nokh a bisl von Jack Kammen
basierte. Palesteena gehörte zu einer Reihe von Novelty Songs des frühen 20. Jahrhunderts mit Themen des Mittleren Ostens.
Der erste Liedvers des Songs lautet:
In the Bronx of New York City
Lived a girl, she's not so pretty
Lena is her name.
Such a clever girl is Lena
How she played her concertina
Really, it's a shame.
She's such a good musician
She got a swell position
To go across the sea to entertain.
And so they shipped poor Lena
Way out to Palesteena

## Coverversionen
Zu den Musikern, die den Song ab November 1920 coverten, gehörten Vincent Lopez (Columbia A3349), Eddie Cantor (Emerson 10292) und Frank Crumit (Columbia A3324), ferner die Green Brothers Novelty Band (Edison 50 725-L) und in Berlin Dajos Béla (Odeon A 44 155) und Eric Borchard (als Eric Concerto's Yankee Jazz Band) (Polyphon 50 202/mx. 159 av).
J. Russel Robinson nahm eine Piano Roll von Palesteena auf (QRS Roll 1244).
Der Diskograf Tom Lord listet im Bereich des Jazz insgesamt 31 (Stand 2015) Coverversionen, u. a. von Bob Crosby (1938), Seymour Österwall (1940), Filu and his Swingers (1946), Nappy Lamare (1949), Alan Elsdon (1961), der Old Merry Tale Jazzband mit Knut Kiesewetter (1971), Randy Sandke (1990), Kenny Davern (1998) und zahlreiche amerikanische und europäische Dixieland-Bands.

## Tondokumente (Auswahl)
Eddie Cantor, Emerson 10 292 (mx. 41 494)
Frank Crumit, Columbia A3324 (mx. 79 444), recorded October 2nd, 1920.
Billy Jones, Tenor, Cleartone Record C-33-A
Dajos Béla (als “Kapelle Sándor Józsi”) Odeon A 44 155 (Matr. xBe 3476), aufgen. Berlin, 14. Nov. 1922
Eric Borchard (als Eric Concerto's Yankee Jazz Band) Polyphon 50 202 / 100.345 (mx. 159 av) [30 cm]
Bennie Krueger’s Orchestra, Pathé B 22 469, rec. Nov. 1920
Vincent Lopez Orchestra, Columbia A 3349 (mx. 79519), recorded 16 November 1920
Green Bros. Novelty Band, Edison Diamond Disc 50 725-L (mx. 7679), rec. Dez. 1920
Original Dixieland Jass Band, Victor 18 717-B (mx. B 24 590-5), rec. Dez. 4, 1920 N.Y.
Notenrolle:
QRS #1244